# Церква Успення Пресвятої Богородиці (Корчин)
Церква Успення Пресвятої Богородиці — дерев'яна греко-католицька церква у селі Корчин на Радехівщині. Парафія належить до Радехівського деканату Сокальсько-Жовківської єпархії УГКЦ.

## Історія
Найдавніший дерев'яний храм в Корчині згадується у візитації холмсько-белзького єпископа Максиміліана (Рила) у 1778 році. В кінці XVIII ст. збудовали нову тризрубну триверху церкву, яка, ймовірно, згоріла у 1810-х рр.
У 1813—1819 роках збудовано існуючий храм. Церква у візантійському стилі, була крита ґонтом з дерева осики. Реставрована 1879 року.
Згідно Шематизму Перемиської єпархії з 1879 року в греко-католицькій парафії у Корчині було 774 вірних. У 1880 році церкву перекрили бляхою.
У кінці ХІХ століття парафію села Корчин приєднали до парафії села Розжалів, як дочірну. На парафії священнослужіння проводили парохи: о. Фоліс, о. Юліан Яремкович, о. Головід, о. Олександр Тришневський, о. Матюк, о. Боровський, о. Кулинич, о. Володимир Ярка та його батько о. Федір Ярка, який служив до заборони греко-католицької церкви у 1946 році.
На початку ХХ століття в селі відбувся розкол громади на греко-католицьку і православну. Храм залишився греко-католикам, а православні збудували новий дерев'яний храм, який освятили 1928 року на Успення Пресвятої Богородиці.
За радянських часів храм не закрили, але він належав до Московського православ'я. Служили о. Галів, о. Дам'ян Михайлишин, о. Віталій Політило.
З 1952 по 1956 роки у селі священика не було. Обслуговував парафію о. Попіль з Яструбичів. У 1956 році прийшов на парафію о. Василь Пинка, який прослужив у селі 30 років.
У 1986—1993 роках служив о. Ярослав Шафран, за якого парафія перейшла з Московського православ'я до Української греко-католицької церкви.

## Архітектура
Будівля церкви тризрубна, бабинець від заходу має прибудований рівноширокий присінок, над центральними дверима якого висить образ Воскресення, до вівтаря симетрично прибудовані ризниці. До тієї, що з півночі, ще примурували котельню (її видає високий комин), в результаті накриття ризниці підняли до рівня карнизу даху над вівтарем. Церква має піддашшя, яке з півночі переходить у покриття ризниці.
Низький світловий восьмерик над навою накритий шоломовою банею з традиційним ліхтарем і маківкою. Напроти церкви стоїть приземиста двоярусна дерев'яна дзвіниця на цегляному підмурівку.
Нижній ярус набагато ширший, з півночі над ним є закритий виступ, верхній ярус накритий наметовим дахом, під яким є арочні голосники. Біля церкви є трираменний дерев'яний хрест, поставлений з нагоди тисячоліття християнства в Україні.